# Borisław Nowaczkow
Borisław Stefanow Nowaczkow (bg. Борислав Новачков; ur. 29 listopada 1989)  – bułgarski i amerykański zapaśnik walczący w stylu wolnym. Olimpijczyk z Rio de Janeiro 2016, gdzie zajął ósme miejsce w kategorii 65 kg.
Trzynasty na mistrzostwach świata w 2014 i 2015. Siódmy na Igrzyskach europejskich w 2015. Zdobył dwa medale na mistrzostwach Europy w latach 2014 – 2017.
Zawodnik Fremont High School z Sunnyvale i California Polytechnic State University. Trzy razy All-American (2010 – 2012) w NCAA Division I; drugi w 2011, trzeci w 2012 i siódmy w 2010 roku.